# Vipiomorpha ypsilon
Vipiomorpha ypsilon är en stekelart som beskrevs av Vladimir Ivanovich Tobias 1962. Vipiomorpha ypsilon ingår i släktet Vipiomorpha och familjen bracksteklar. Inga underarter finns listade i Catalogue of Life.